# イアン・ヘンダーソン
イアン・ヘンダーソン（Iain Henderson、1992年2月21日 - ）は、ユナイテッド・ラグビー・チャンピオンシップ、アルスターに所属するラグビーユニオン選手でチームの主将。

## プロフィール
- 北アイルランド・クレイガヴォン出身。
- ポジションはロック(LO)。
- 身長 198cm、体重 117kg
- U20アイルランド代表に選ばれたことがある[1]。
- アイルランド代表キャップは68（2022年12月現在）でラグビーワールドカップ2015・ラグビーワールドカップ2019のアイルランド代表に選ばれた[2]。
- ブリティッシュ・アンド・アイリッシュ・ライオンズに選ばれたことがある[3]。

## 略歴
2012年、アルスターに加入。 
2019年、アルスターの主将に就任した。 